# Leinster House
Leinster House (en irlandais Teach Laighean) est l'ancienne résidence du duc de Leinster  à Dublin. Depuis 1922, elle est le siège du Parlement de l'État libre d'Irlande, puis de la république d'Irlande. C'est là que se réunissent les deux chambres du Parlement, le Dáil Éireann et le Seanad Éireann. Aussi le terme « Leinster House » désigne maintenant, par métonymie, l'activité politique irlandaise. Jusqu'en 1922, ce bâtiment abrita le siège de la Royal Dublin Society. Les fameuses manifestations de cette société, le « Dublin Spring Show » et le « Dublin Horse Show » se tenaient sur la pelouse de Leinster House, en face de Merrion Square.

## Les ducs de Leinster
Au cours des siècles, le Parlement d'Irlande s'est réuni dans un certain nombre d'endroits, mais plus particulièrement à College Green, près du Trinity College de Dublin. Le Parlement médiéval était composé de deux chambres, la Chambre des communes et la Chambre des lords. Le plus ancien pair d'Irlande, le comte de Kildare, siégeait à la chambre des Lords. Comme tous les aristocrates de cette époque, pendant la durée de la Saison sociale irlandaise et des sessions parlementaires, lui et sa famille résidaient en grande pompe dans une résidence de Dublin. Le reste de l'année, il séjournait dans un certain nombre d'habitations à la campagne, comme Frescati House à Blackrock. 
À partir de la fin du XVIIIe siècle, Leinster House, appelée alors « Kildare House », était la résidence officielle du comte à Dublin. Lorsqu'elle fut construite, entre 1745 et 1748, elle se trouvait dans la partie sud de la ville, zone alors isolée et démodée, éloignée de Ruthland Square, l'actuel Parnell Square, et Mountjoy Square, lieux des principales résidences aristocratiques. Le comte prédit que les autres allaient le suivre. Effectivement, au fil des décennies suivantes, les aristocrates vinrent s'installer principalement à Merrion Square et à Fitzwilliam Square. Leurs anciennes résidences du nord de la ville furent revendues et finirent en taudis. Dans l'histoire des résidences aristocratiques de Dublin, aucune maison n'égala « Kildare House », ni par la taille, ni par le statut. Quand le comte fut créé duc de Leinster, la résidence de la famille à Dublin fut rebaptisée « Leinster House ». L'architecte irlandais, James Hoban, s'en inspira pour établir les plans de la Maison-Blanche, le premier et le second étage pour la disposition intérieure, et la maison elle-même pour l'extérieur en pierres de taille.

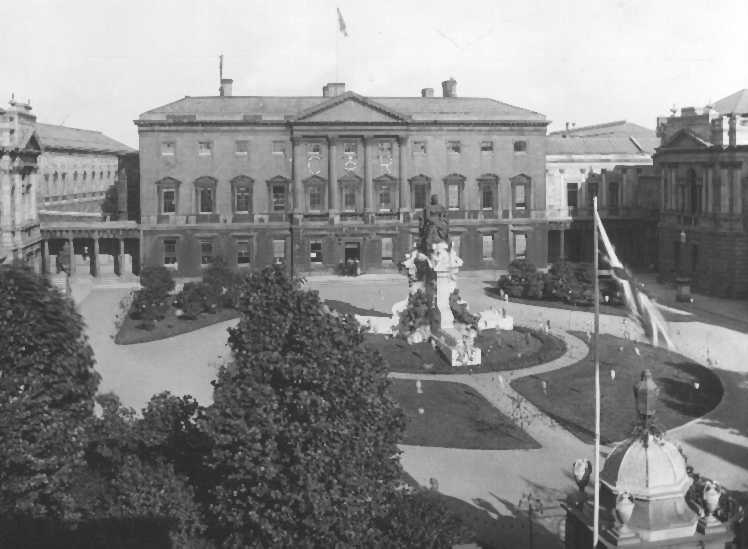
Leinster House en 1911, parée pour la visite du roi George V.
La statue de la reine Victoria dans la cour fut retirée en 1947.

Un membre célèbre de la famille, qui résida occasionnellement à Leinster House, fut Lord Edward FitzGerald. Il se trouva impliqué dans le nationalisme irlandais durant la Rébellion irlandaise de 1798, ce qui lui coûta la vie. Le vote de l'Acte d'Union de 1800 priva l'Irlande de son propre Parlement. Sans plus de chambre des Lords où siéger, un nombre croissant de nobles cessa de venir à Dublin, vendant leurs résidences dans cette ville, bien souvent pour en acheter de nouvelles à Londres, où se réunissait le nouveau Parlement unifié.

## Siège de la Royal Dublin Society 1815–1922
Le troisième duc de Leinster vendit Leinster House à la Royal Dublin Society en 1815. À la fin du XIXe siècle, deux nouvelles ailes furent ajoutées afin de loger la Bibliothèque nationale d'Irlande et le Musée national d'Irlande. Une partie de ce projet prévoyait de recouvrir les murs de pierre de Portland, plus belle, et d'étendre le portique vers l'extérieur, plutôt que de le laisser joint. Malheureusement cela ne fut pas réalisé.

## Oireachtas à partir de 1922
Le Traité anglo-irlandais de 1921 prépara à la création d'un dominion irlandais autonome, qui allait s'appeler l'État libre d'Irlande. Alors que le nouvel État était en train de naître, le gouvernement provisoire de William T. Cosgrave rechercha un lieu de réunion temporaire pour la nouvelle chambre des députés (Dáil Éireann) et le nouveau Sénat (Seanad Éireann). Il fut prévu de transformer en siège permanent du Parlement l'Hôpital royal de Kilmainham, une ancienne maison de retraite du XVIIIe siècle pour les soldats vétérans, disposant de vastes espaces verts. Cependant, comme les lieux étaient encore sous le contrôle de l'Armée britannique, qui ne les avait pas encore évacués, et que le Gouverneur général de l'État libre d'Irlande devait prononcer le Discours du Trône pour l'ouverture du Parlement dans les semaines qui suivaient, il fut décidé de louer à la Royal Dublin Society le grand amphithéâtre de Leinster House, afin de l'utiliser en décembre 1922 comme chambre des députés provisoire.
En 1924, à cause de contraintes financières, le projet de transformation de l'Hôpital royal fut abandonné. Leinster House fut achetée à la place, en attendant la mise à disposition d'une véritable maison du Parlement dans un avenir plus ou moins proche. Une nouvelle chambre du Sénat fut aménagée dans l'ancienne salle de bal du duc, tandis que des ailes avoisinantes du Royal College of Science furent rachetées pour servir de bâtiments du gouvernement. Le Royal College of Science, qui avait alors fusionné avec l'University College Dublin, fut finalement racheté en totalité en 1990, et transformé en ce qui se fait de mieux en matière de bâtiments gouvernementaux. Les ailes de la bibliothèque nationale et du Musée, voisines de Leinster House, continuèrent à être utilisées comme bibliothèque et comme musée, et ne furent pas intégrées au complexe parlementaire. Bien que des projets fussent souvent faits pour disposer d'un nouveau siège du Parlement (Phoenix Park et « Custom House » furent parmi les sites examinés), le Parlement est demeuré à Leinster House.
Depuis lors, un certain nombre d'extensions ont été rajoutées, les plus récentes en 2000, pour offrir une surface de bureaux suffisante aux 166 TDs, aux 60 sénateurs, aux membres de la presse et aux autres personnels. Parmi les chefs d'État qui ont visité Leinster House pour s'adresser à des sessions communes du Parlement, figurent les présidents américains John F. Kennedy, Ronald Reagan et Bill Clinton, le Premier Ministre britannique Tony Blair, le Premier Ministre australien Bob Hawke et le président français François Mitterrand. 
Un certain nombre de monuments se trouvent, ou se sont trouvés, autour de Leinster House. Sa façade, donnant sur Kildare Street, était dominée par une statue monumentale de la reine Victoria. Œuvre du sculpteur irlandais, John Hughes, elle fut inaugurée par le roi Édouard VII en 1904. Cette statue fut enlevée en 1947, offerte à l'Australie, et réinstallée en 1987 à Sydney près du « Queen Victoria Building ». En face de ses jardins donnant sur Merrion Square, se tient un grand monument triangulaire, commémorant les trois fondateurs de l'indépendance irlandaise, le Président du Dáil Éireann, Arthur Griffith, qui est mort en 1922, Michael Collins et Kevin O'Higgins, le Président du gouvernement provisoire et le Vice-Président du Conseil exécutif (vice-premier ministre), tous deux assassinés, respectivement en 1922 et en 1927. Une autre statue représente Albert, le prince consort, mari de la reine Victoria, qui fit sa principale apparition en Irlande sur les pelouses de Leinster House dans les années 1850.

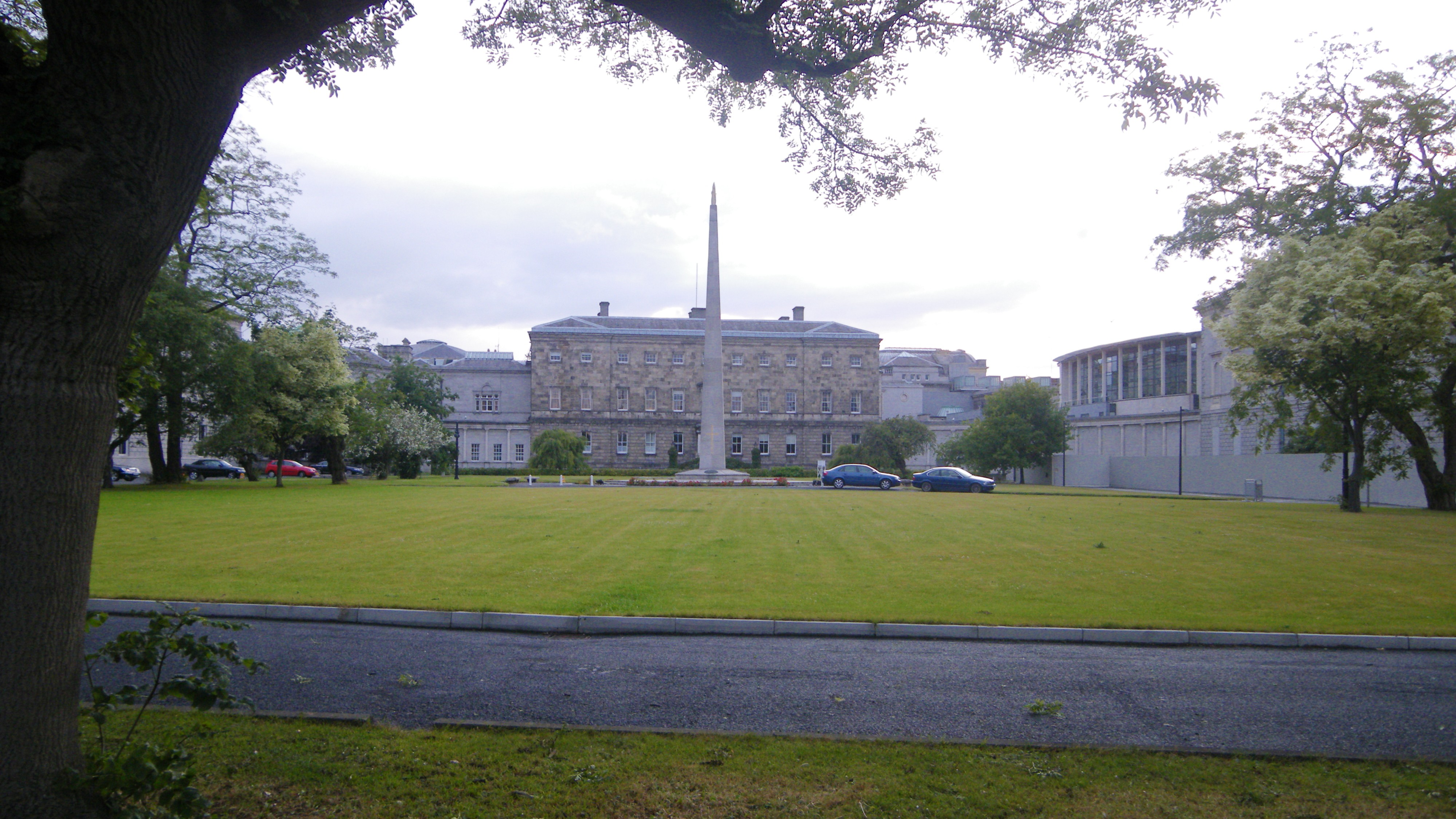
Vue du côté de Merrion Square.

La pelouse à l'arrière de Leinster House fut arrachée en 2000, afin d'offrir un parking temporaire aux Tds, aux sénateurs et aux autres personnels. Ce parking est devenu maintenant définitif, la pelouse a été replantée mais pas a l’identique.

## Sources
- (en) Cet article est partiellement ou en totalité issu de l’article de Wikipédia en anglais intitulé « Leinster House » (voir la liste des auteurs).